# Boarmia ceylonaria
Boarmia ceylonaria är en fjärilsart som beskrevs av Nietner 1861. Boarmia ceylonaria ingår i släktet Boarmia och familjen mätare. Inga underarter finns listade i Catalogue of Life.